# Lennart Torstenson
Lennart Torstenson (skrev sitt namn Linnardt Torstenson), född 17 augusti 1603 på Forstena, död 7 april 1651 i Stockholm, var en svensk greve och militär. Han blev överstelöjtnant 1628, överste 1630, general 1632, riksråd och fältmarskalk 1641. Dessutom blev han generalguvernör i Västergötland, Dalsland, Värmland och Halland. Han anses vara en av sin samtids mest framgångsrika fältherrar, samt även en av Sveriges främsta genom tiderna.

## Biografi

### Tidigt liv och karriär

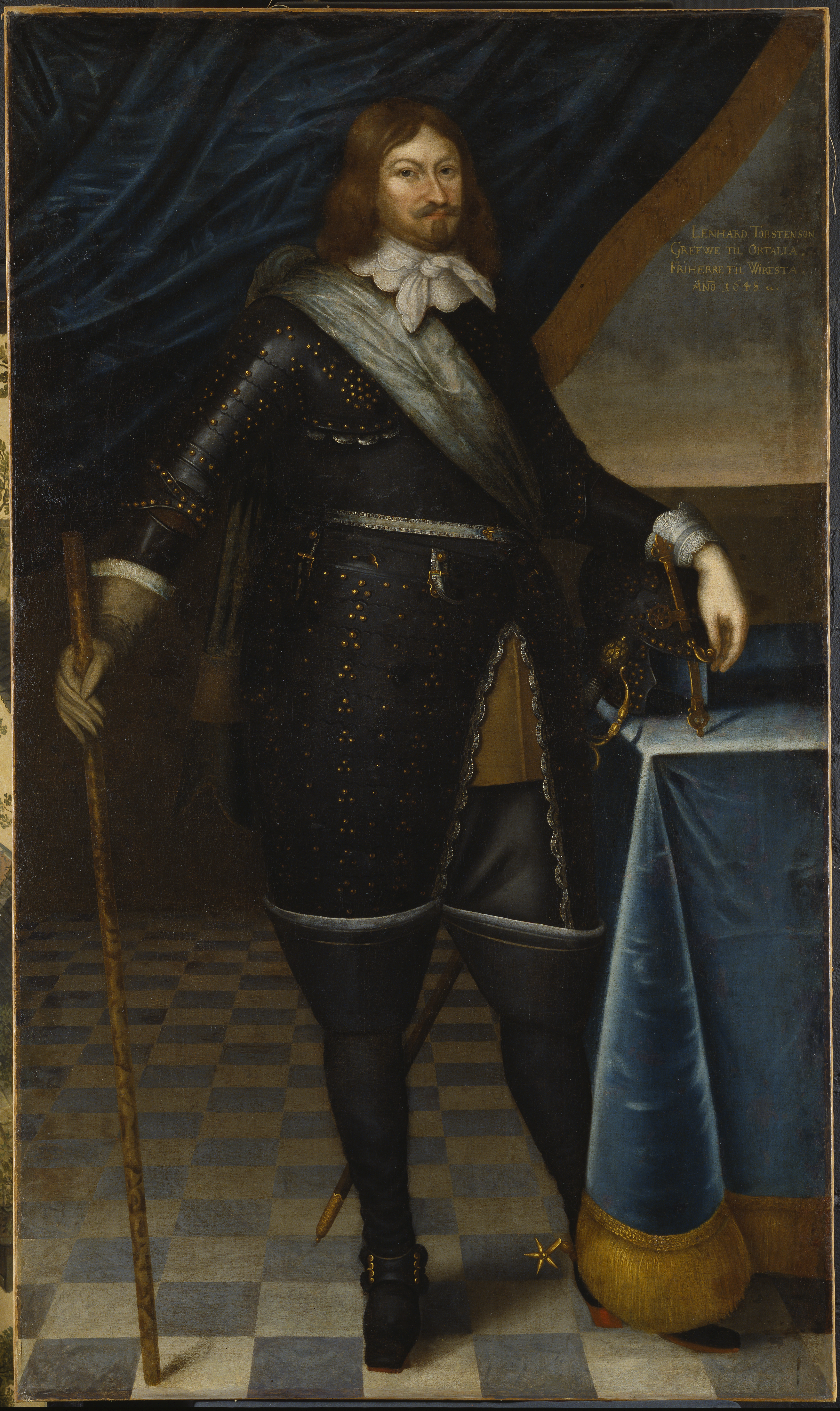
Oljemålning av Lennart Torstenson 1648 av okänd konstnär. Nationalmuseum, Stockholm.

Lennart Torstenson föddes på Forstena gård i Västra Tunhems socken, Västergötland. Hans far, Torsten Lennartsson, var ståthållare på Älvsborgs slott och bror till fältöversten Anders Lennartsson av Forstenasläkten. Torstensons föräldrar tvingades i landsflykt av hertig Karl och Torstenson uppfostrades av anhöriga, inklusive Riksrådet Bo Ribbing från 1616. Vid 15 års ålder anställdes han som kammarpage hos Gustav II Adolf. Under denna period fick han följa med på fälttåg till Livland, där han var kungens harneskbärare, och bland annat bevittnade han Rigas erövring 1621. Vid 20 års ålder gjorde han den sedvanliga resan i främmande länder, vilken på den tiden ansågs nödvändig som avslutning på unga adelsmäns uppfostran. 1623 deltog han i en militär studiegrupp under Gustaf Horn som reste till Nederländerna för att studera krigskonst. Som fänrik vid Frans Bernhard von Thurns hovregemente (idag Svea Livgarde) deltog han i slaget vid Wallhof, i januari 1626.
Under den period av Gustaf Adolfs krigshistoria som betecknas av de preussiska fälttågen (1626–1629), erhöll Torstenson sin egentliga krigiska utbildning. År 1628 blev han överstelöjtnant vid Gustav Horns norrländska storregemente och 1629 chef för det därur utbrutna Hälsinge regemente. Ett slags slutpunkt på detta hans utvecklingsskede var hans utnämning 1630 till överste för artilleriet, ett vapen för vilket Gustaf Adolfs och Torstensons tid bildar en ny epok. Artilleriets nya organisation var en bestämmande faktor vid Gustaf Adolfs segrar. Det var under Torstensons ledning och tillsyn de nya förändringarna skedde. I spetsen för artilleriet bidrog Torstenson också väsentligen till segrarna i slaget vid Breitenfeld (1631) och slaget vid Lech (1632) samt vid en mängd fästningars intagande. År 1632 utnämndes Torstenson till "general av artilleriet", men blev samma år strax därefter under striderna vid Alte Veste av fienden tillfångatagen och hölls till 1633 fången i ett fuktigt fängelse i Ingolstadt, där grunden lades till hans stora sjuklighet (reumatism och gikt) som plågade honom under återstoden av hans liv.
Strax efter sin utväxling bidrog han till erövringen av fästningen Landsberg i Bayern, men återvände redan samma år med Gustaf Adolfs lik hem till Sverige. Under sorgetåget bar Torstensson riksbaneret. År 1634 utnämndes han till rikstygmästare. Under den nu följande perioden av trettioåriga kriget, under Johan Banérs överbefäl (1634–1641), var Torstenson till en början utsedd att som Jakob De la Gardies närmaste man i Preussen föra befälet i det krig, som syntes hota från Polens sida. Men sedan 1635 stillestånd med Polen avslutits, kallades han åter till den tyska krigsskådeplatsen för att bistå den av fienden hårt ansatte överbefälhavaren, med vilken han i slutet av 1635 förenade sig. Banér och Torstenson i förening räddade under de mest förtvivlade omständigheter Sveriges ställning i Tyskland. I slaget vid Wittstock 1636, i Pommerns energiska försvar 1637 och 1638, i slaget vid Chemnitz samt infallet i Böhmen 1639 tog Torstenson stor del. År 1640 erhöll han emellertid för tilltagande sjuklighet permission att återvända till Sverige, dit han dock inte anlände förrän våren 1641. Han övervägde emellertid redan nu att på grund av sin sjukdom begära sitt avsked. Omedelbart efter hemkomsten utnämndes han till riksråd (april 1641). Samma år, 1641 blev Lennart Torstenson genom donationsbrev innehavare av hela Norra Ljusterö i Stockholms norra skärgård.

### Överbefälhavare i Tyskland

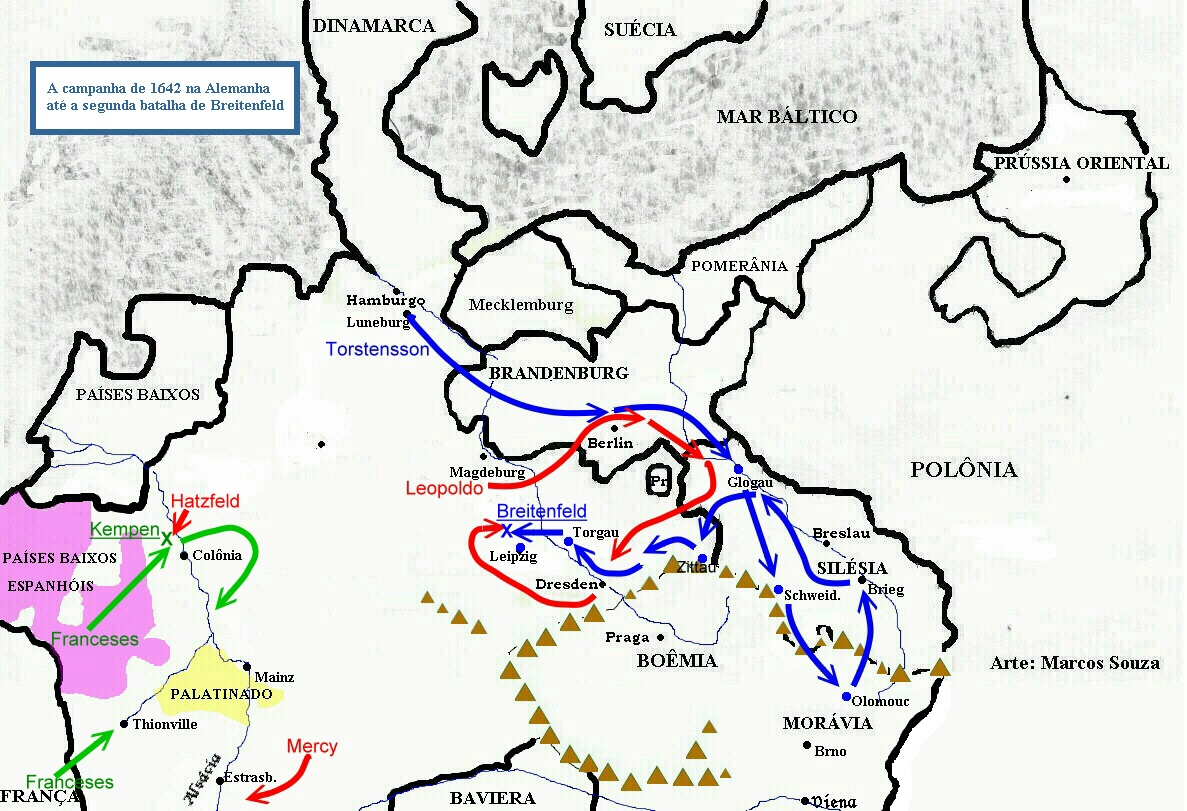
Torstensons manövrar under 1642.

Torstenson hade endast varit hemma några veckor när underrättelsen kom om Banérs död. Med största motvillighet övertog han nu den plats som dennes efterträdare, till vilken allmänna meningen inom regering och folk kallade honom. Den 31 augusti 1641 utnämndes han till fältmarskalk och generalguvernör i Pommern. Trots att han redan tidigt var segelfärdig, kvarhölls han dock hemma av sjukdom långt in i september. Torstensons befälstid, 1641–45, var en framgångsrik tid i Sveriges krigshistoria.
Hans krämpor var under de år han förde befälet så överväldigande att han gång på gång begärde avsked. År 1643 skrev han till Axel Oxenstierna: "När jag understundom bliver så, att jag kan för nöds skull sitta en timme eller några på hästen, dock med stort besvär, så är jag intet mäktig med någon hand regera hästen, så att jag mången gång av otålighet önskar mig hellre döden än livet". Hans fiender kallade Torstensson för "magnus podragicus": "Den store giktbrutne".Armén i Tyskland bestod till större delen av legosoldater. Han fick ofta problem med sina trupper, som på grund av utebliven sold hotade med myteri. Torstenson genomförde trots de miserabla förutsättningarna flera framgångsrika fälttåg. Fälttåget 1642 förde honom genom Brandenburg och Schlesien in i Mähren, där den ena fästningen föll efter den andra, främst bland dem Olmütz. För att inte av de kejserlige bli avskuren från återtåget gick han emellertid tillbaka till Sachsen och levererade den 23 oktober 1642 andra slaget vid Breitenfeld, där hela den fientliga hären blev så gott som uppriven. Sedan han därefter intagit Leipzig och låtit armén vila i vinterkvarter vid Elbe ryckte han på våren 1643 ånyo in i Mähren, undsatte garnisonen i Olmütz, men ilade helt oväntat på regeringens befallning mot Danmark. Torstensons armé hotades genom den kejserlige generalen Matthias Gallas ett ögonblick med att innestängas på jylländska halvön, som ockuperades av Torstenson, men den fientlige överbefälhavarens oskicklighet och Torstensons kloka anordningar räddade honom. 
På eftersommaren 1644 tågade han åter till Tyskland, överföll och förstörde i spetsen för sitt rytteri det fientliga kavalleriet mellan Niemeck och Jüterbog (23 november, se slaget vid Jüterbog) samt stod i början av 1645 åter i ett kejserligt arvland, Böhmen. Segern i slaget vid Jankow den 24 februari 1645 (g.s.) öppnade för honom vägen till Wien. Trots att ena brohuvudet å Donaubryggan föll i hans händer, kunde han inte, hindrad av pest och andra vidriga omständigheter, framtränga längre, utan måste småningom draga sig till Mähren, där den långa och fåfänga belägringen av Brno 23 april–13 augusti satte en gräns för framgångarna. Efter att ha dragit sig tillbaka till Sachsen lämnade han, då hans egen sjuklighet, (som inkluderade ledgångsreumatism men också gikt),  alltmer tog överhanden, slutligen armén (i december 1645) och återvände till Sverige senhösten 1646. Efter hemkomsten mottogs han av drottning Kristina med de största ynnestbevis. Den 5 februari 1647 upphöjdes han i friherrligt och grevligt stånd, med Virestads och Stenbrohults socknar i Småland som friherreskap samt Ortala i Uppland som grevskap.

### Sista tiden
Under det sista skedet av sitt liv, 1648–1651, innehade Torstenson den viktiga posten som generalguvernör över gränsprovinserna Västergötland, Dalsland, Värmland och Halland. Hans brevväxling och andra skrivelser från denna tid, i Riksarkivet ännu bevarade, vittnar om den livliga fredliga verksamhet han under dessa sista år utvecklade. Han avled den 7 april 1651 i Stockholm.

### Familj
Torstenson gifte sig i Stockholm i december 1633 med friherrinnan Beata Johansdotter De la Gardie (1612–1680), dotter till riksrådet Johan Pontusson De la Gardie och friherrinan Katarina Oxenstierna af Eka och Lindö. Året efter bröllopet, den 2 september, föddes en son, Gustav Adolf (1634-1653), som uppkallades efter Gustav II Adolf. Nästa barn, dottern Märta Elisabet, föddes under fälttåget mot Dewitz. Mellan åren 1641 och 1643 föddes ytterligare tre barn, två av dem även de i fält i Stralsund respektive Saltzwedel, Stettin. I början av 1642 föddes sonen Johan Gabriel. Två månader senare dog första dottern Märta Elisabet, tre år gammal och ytterligare två månader därefter den nästan nyfödde Johan Gabriel. I april 1643 födde parets andra dotter. Av de fem barnen var det endast sonen Anders Torstenson, som överlevde henne. En nioårig dotter gick bort ett och ett halvt år efter att Lennart Torstenson dött. Ett halvt år innan Beata De la Gardie gifte om sig med riksdrotsen Per Brahe d.y. dödades äldste sonen i en duell, 19 år gammal.

## Inför eftervärlden
Forstena herrgård var länge sätesgård för Forstenasläkten, och det var här som Lennart Torstensson föddes 17 augusti 1603. Forstena herrgård reducerades sedan till kronan och blev majorsboställe. Ett monument över Lennart Torstenson restes 1903. Monumentet ligger emellertid på granngården Nygårds mark.
Med ett "Äreminne över Lennart Torstenson" var det Gustav III som anonymt erövrade Svenska Akademiens stora pris 1786, då detta delades ut för första gången efter akademiens instiftande. Ett monument över Torstenson vid Forstena gård i Vänersborgs kommun avtäcktes den 3 september 1903. Vid invigningen av monumentet var 4 000 personer närvarande. Samtliga talare benämnde Torstenson som en hjälte som offrade sig för Sverige och den protestantiska läran.
Torstenson var religiös, mycket administrerad och allvarlig som soldat och utförde sitt arbete strukturerat och organiserat. Genom sin snabba och överrumplande krigföring anses Lennart Torstenson ha blivit en läromästare för Karl X Gustav. Han omorganiserade armén, och både som organisatör och taktiker nydanade han det svenska artilleriet.

## Torstensons slott och residens
Lennart Torstenson är byggherren av Ulvsunda slott i Bromma, Landshövdingeresidenset i Göteborg och Torstensonska palatset i Stockholm.
Slottsbyggnaden Ulvsunda slott (1644–1647), även stavat Ulfsunda slott, uppfördes på egendomen i Ulvsunda i Bromma socken väster om Stockholm. Från Lennart Torstensons tid finns åtskilliga interiörer bevarade. Slottets yttre är i empire. Exteriör har slottet kvar 1600-taletsmurverk med dess ankarslutar, och flyglarna har även sina sandstensportaler kvar. Av huvudbyggnadens ursprungliga inredning finns några detaljer med årtal kvar, en gjutjärnsrelief med Lennart Torstensons och hans makas, Beata De la Gardie, vapen är daterad 1646.
Byggnaden Residenset i Göteborg (1648–1650), även kallat bara Residenset eller Torstensonska palatset eller Kungshuset ligger vid Södra Hamngatan i Göteborg. Residenset inrymmer bostads- och representationslokaler för landshövdingen i Västra Götalands län. Fastigheten bebyggdes åren 1648–1650 åt greve Lennart Torstenson, och det var kungshus åt Karl X Gustav i samband med 1658 och 1660 års riksdagar. Byggnaden Torstensonska palatset (1651) i Stockholm, nuvarande en flygelbyggnad i Arvfurstens palats. 

## Bilder på Torstensonska byggnader

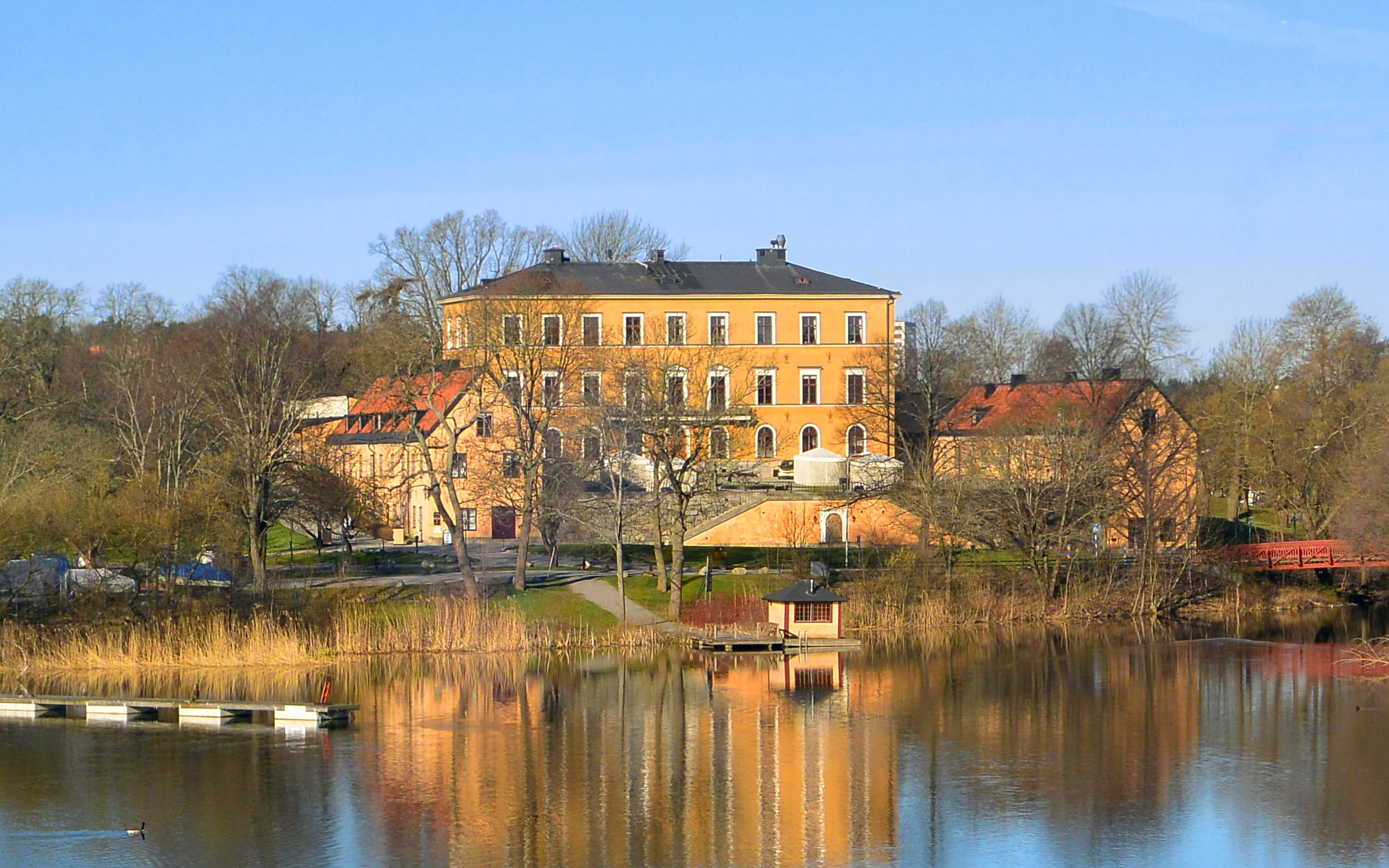
Ulvsunda slott i Bromma socken uppfördes 1644–1647.
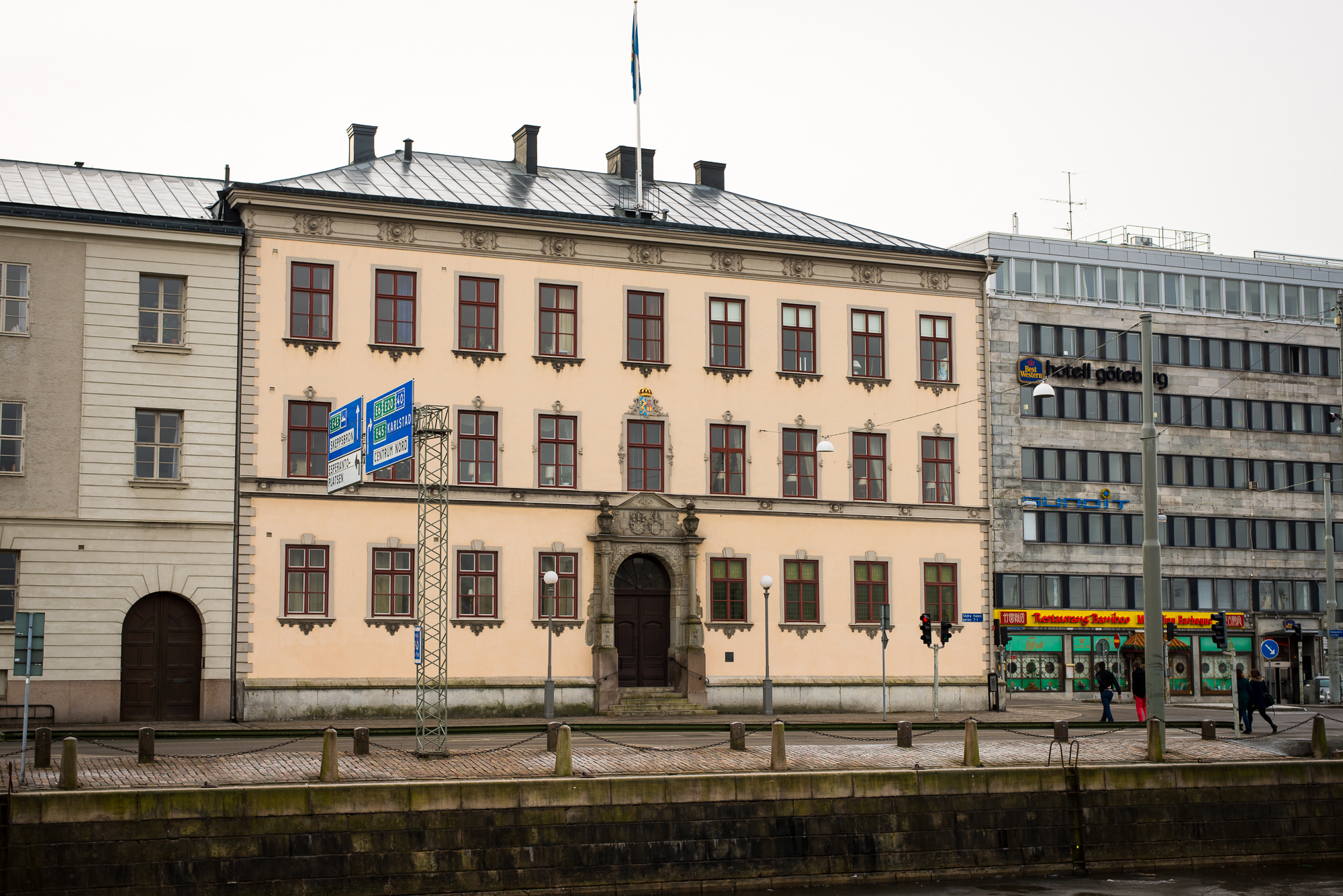
Residenset i Göteborg, Landshövdingepalatset, vid Södra Hamngatan i Göteborg byggdes 1648–1650.
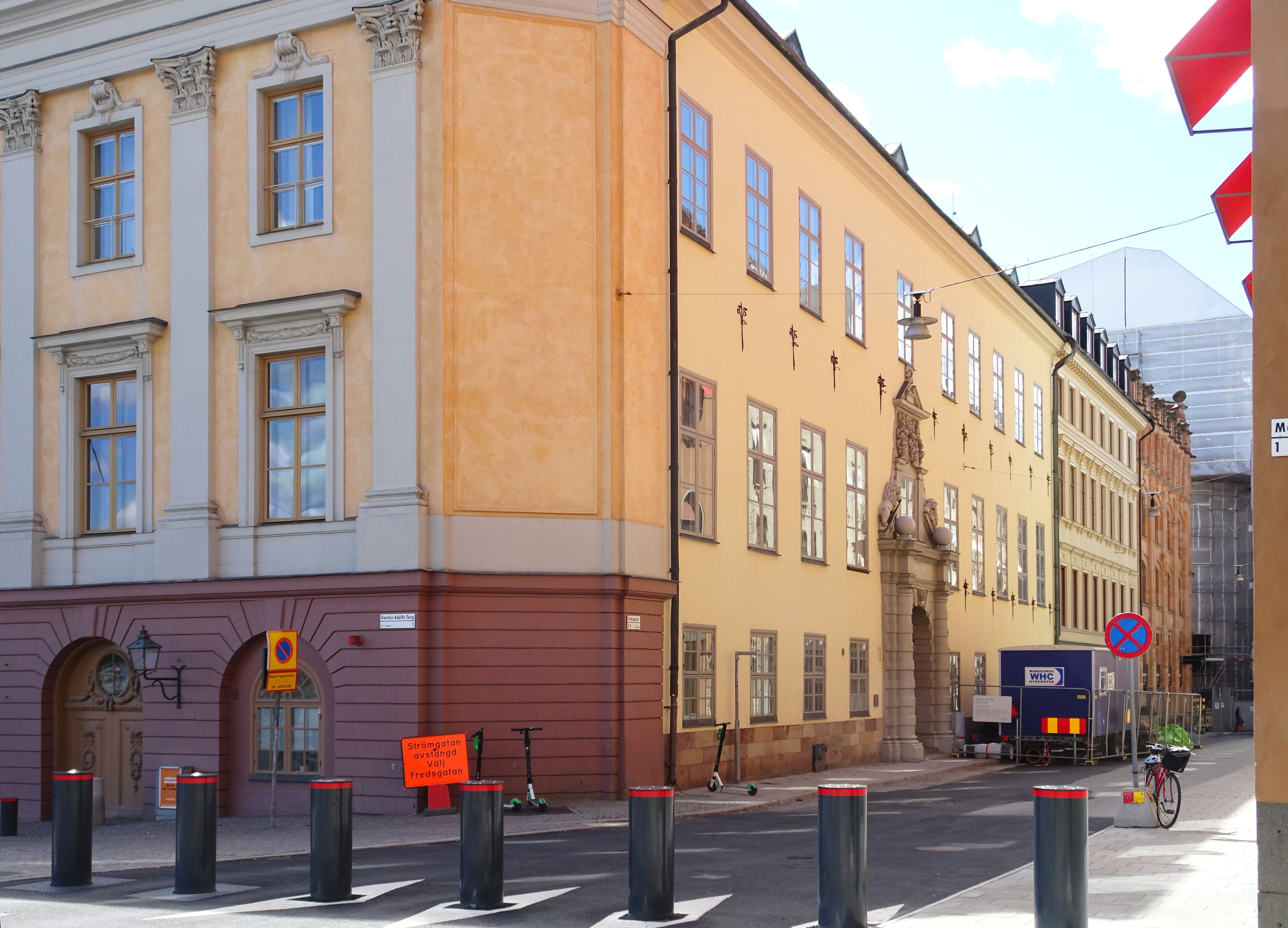
Arvfurstens palatsets nordöstra hörn med före detta Torstensonska palatsets fasad mot Fredsgatan.
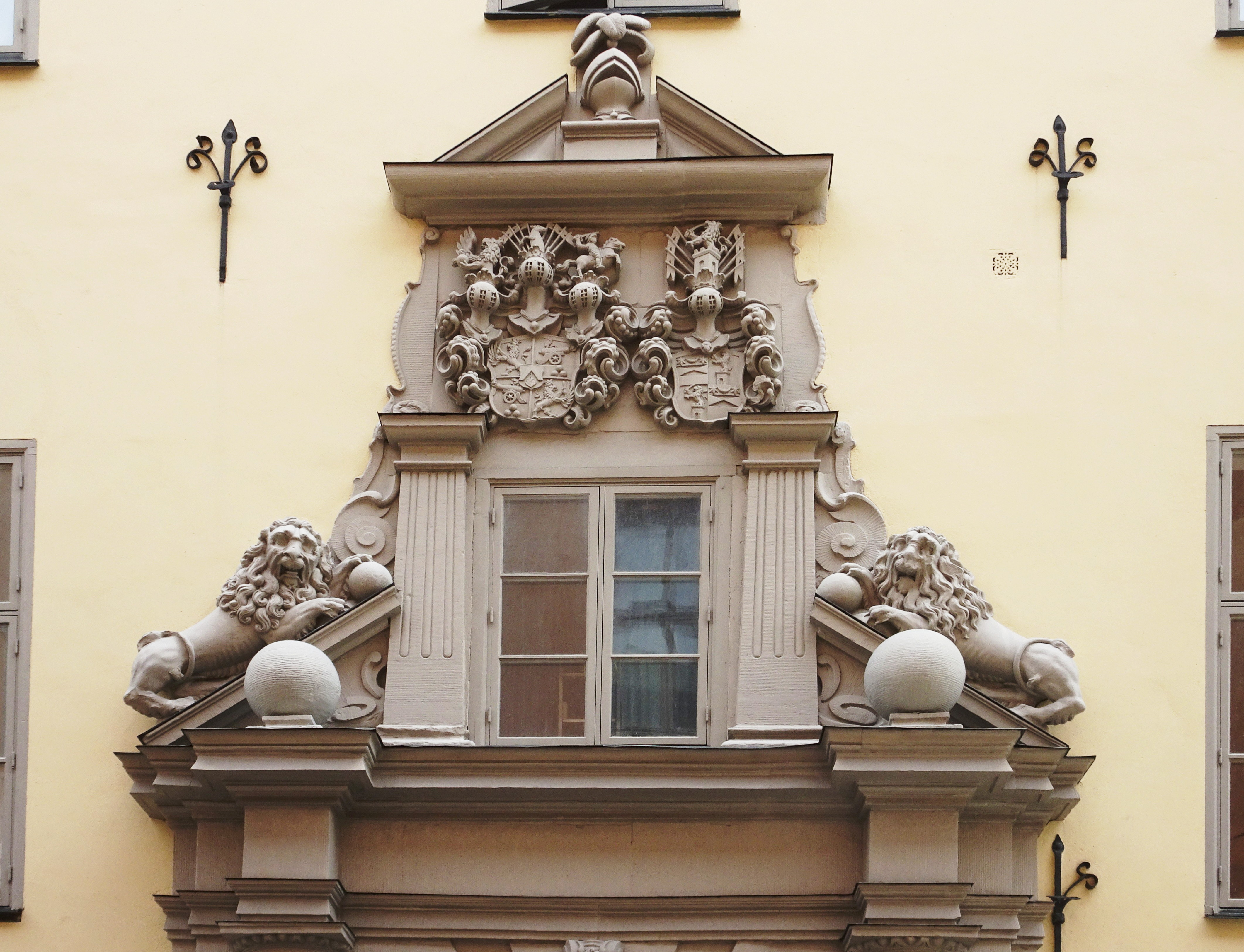
Torstensonska palatset, portalen mot Fredsgatan från 1647, stenhuggare Didrik Blume.

## Torstensonska gravkoret

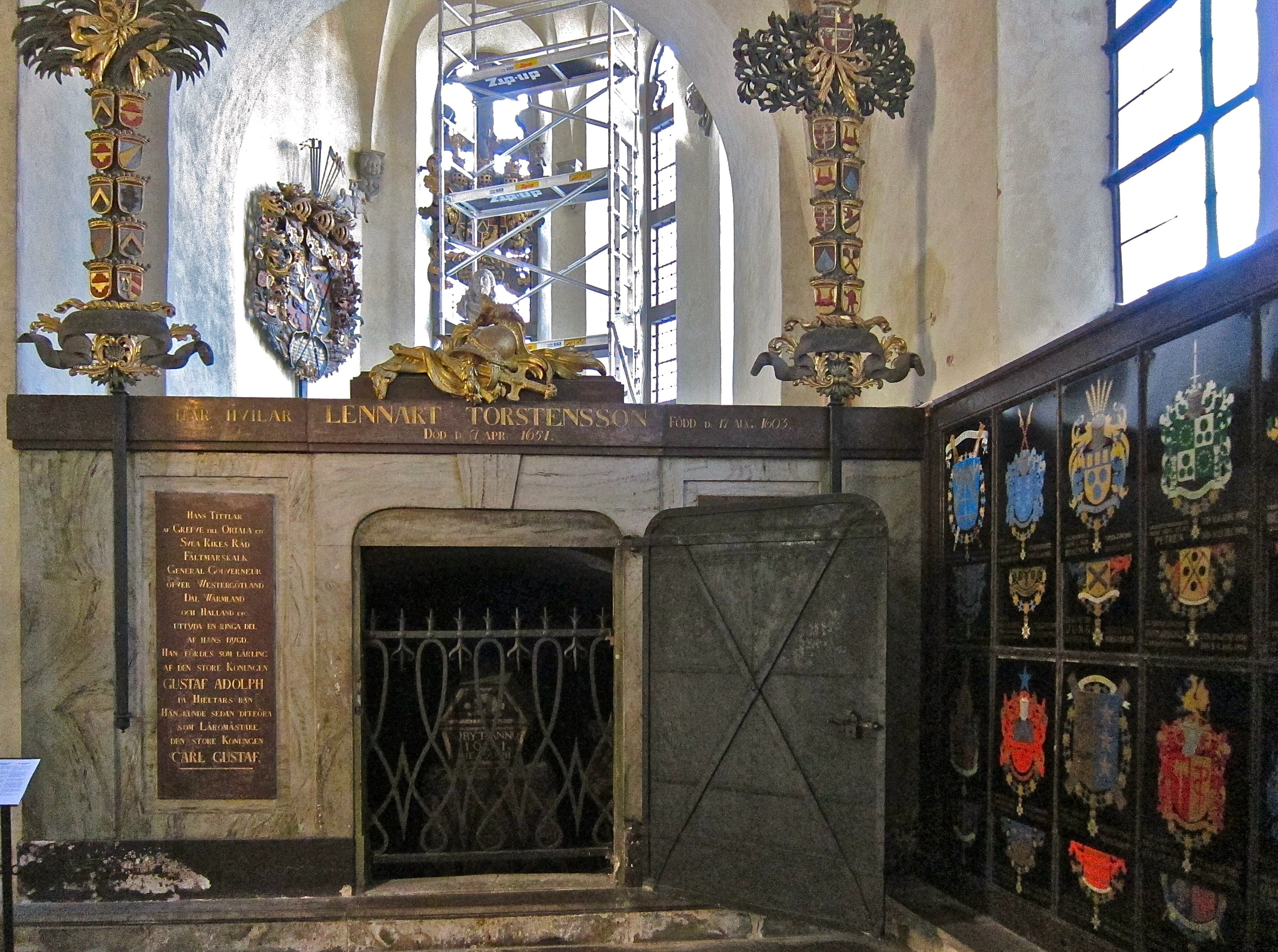
Torstensonska gravkoret i Riddarholmskyrkan på Riddarholmen.

Lennart Torstenson avled 7 april 1651 i Stockholm och begraven 29 juni samma år med stor ståt i Torstensonska gravkoret i Riddarholmskyrkan i en kista av ek, beklädd med koppar, vars alla kanter äro förgyllda, i eget gravkor norr om och strax invid själva kyrkotornet, vilket gravkor år 1761 blev av riksrådet greve Ture Gabriel Bielke reparerat och försett med dess nuvarande inskription. Där ses även Torstensons bröstbild av vit marmor jämte hans grevliga vapen och hans troféer. Torstensonska gravkoret uppfördes 1651. Det består av ett underjordiskt gravvalv och över det ett minneskapell. På vardera sidor om gravkoret finns stentavlor med ett äreminne över Torstenson, författat av Olof von Dalin.